# Joan Rosazza
Joan Rosazza   (Torrington, 19 de maig de 1937) és una nedadora estatunidenca, ja retirada, que va competir durant la dècada de 1950.
El 1956 va prendre part en els Jocs Olímpics d'Estiu de Melbourne, on disputà dues proves del programa de natació. Guanyà la medalla de plata en els 4×100 metres lliures, formant equip amb Shelley Mann, Sylvia Ruuska i Nancy Simons, i fou quarta en els 100 metres lliures.
En el seu palmarès també destaquen dos campionats nacionals en el relleu 4x100 lliure de l'AAU en pista coberta, el 1956 i 1957, i el 1956 va formar part de l'equip de relleus 4x100 lliures que establí el rècord mundial de la distància.
Rosazza es va graduar a la Universitat Purdue el 1960 amb una llicenciatura en educació. Posteriorment va assistir al Boston College, on va obtenir un màster en assessorament i psicologia.